# Diaschisaspis campoplegoides
Diaschisaspis campoplegoides là một loài tò vò trong họ Ichneumonidae.